# Патаскала (Огайо)
Патаскала (англ. Pataskala) — місто (англ. city) в США, в окрузі Лікінґ штату Огайо. Населення — 17 886 осіб (2020).

## Географія
Патаскала розташована за координатами 40°0′37″ пн. ш. 82°42′53″ зх. д. / 40.01028° пн. ш. 82.71472° зх. д. (40.010383, -82.714736).  За даними Бюро перепису населення США в 2010 році місто мало площу 74,37 км², з яких 74,12 км² — суходіл та 0,25 км² — водойми.

## Демографія
Згідно з переписом 2010 року, у місті мешкали 14 962 особи в 5588 домогосподарствах у складі 4132 родин. Густота населення становила 201 особа/км².  Було 5960 помешкань (80/км²).
Расовий склад населення:
| - 90,0 % — білих - 6,0 % — чорних або афроамериканців - 0,7 % — азіатів - 0,3 % — корінних американців |

До двох чи більше рас належало 2,5 %. Частка іспаномовних становила 2,0 % від усіх жителів.
За віковим діапазоном населення розподілялося таким чином: 27,6 % — особи молодші 18 років, 61,8 % — особи у віці 18—64 років, 10,6 % — особи у віці 65 років та старші. Медіана віку мешканця становила 35,8 року. На 100 осіб жіночої статі у місті припадало 96,5 чоловіків;  на 100 жінок у віці від 18 років та старших — 91,5 чоловіків також старших 18 років.
Середній дохід на одне домашнє господарство  становив 79 443 долари США (медіана — 68 361), а середній дохід на одну сім'ю — 86 981 долар (медіана — 75 866). Медіана доходів становила 51 423 долари для чоловіків та 46 365 доларів для жінок. За межею бідності перебувало 9,9 % осіб, у тому числі 15,3 % дітей у віці до 18 років та 4,1 % осіб у віці 65 років та старших.
Цивільне працевлаштоване населення становило 7775 осіб. Основні галузі зайнятості: освіта, охорона здоров'я та соціальна допомога — 19,0 %, роздрібна торгівля — 15,2 %, виробництво — 10,7 %, науковці, спеціалісти, менеджери — 9,7 %.